# آمونیوم بنزوات
آمونیوم بنزوات (به انگلیسی: Ammonium benzoate) یک ترکیب شیمیایی است. که جرم مولی آن ۱۳۹٫۱۵ g/mol می‌باشد. شکل ظاهری این ترکیب، جامد سفید است.